# Università di Khatam
L'Università Khatam (in persiano دانشگاه خاتم‎), precedentemente nota come Istituto di istruzione superiore Khatam, è un'università privata a Teheran, in Iran.
È classificata una delle migliori università private in Iran dal Ministero iraniano della scienza, della ricerca e della tecnologia. L'università offre 4 corsi di laurea triennale, 45 corsi di laurea magistrale e 3 programmi di dottorato.

## Facoltà
- Ingegneria
  - Ingegneria Elettrica
    - ingegneria del controllo elettrico
    - Ingegneria elettrica - sistemi di alimentazione
    - Ingegneria Elettrica - Sistema di Telecomunicazioni

  - Ingegneria Industriale
    - Ingegneria finanziaria (sistemi finanziari)
    - Sistema di produttività
    - Catena di fornitura e logistica
    - Ingegneria dei sistemi economici sociali

  - Gruppo di ingegneria informatica
    - Ingegneria software
    - Architettura del computer
    - Intelligenza artificiale e robotica
    - Tecnologie dell'informazione

  - Management e Scienze Finanziarie
  - gruppo contabile
    - Controllo di gestione
    - Contabilità
    - verifica

  - gruppo dirigente
    - Gestione assicurativa
    - Andamento strategico del management esecutivo
    - Gestione aziendale, orientamento al marketing
    - Gestione industriale della ricerca operativa

  - Gruppo finanziario
    - Finanza bancaria
    - gestione del rischio
- Lettere e Filosofia
  - Gruppo linguistico
    - insegnare inglese
    - Traduzione in lingua inglese
    - letteratura inglese

  - Dipartimento di Psicologia e Scienze dell'Educazione e dell'Arte
    - consultazione e orientamento
    - Psicologia clinica
    - Ricerca artistica

  - Dipartimento di Scienze Economiche
    - Scienza economica
    - Sviluppo economico e pianificazione
    - commercio elettronico

  - Gruppo giuridico
    - Diritti economici